# Eero Mäntyranta
Eero Antero Mäntyranta (Pello (gemeente), 20 november 1937 – Oulu, 30 december 2013) was een Fins langlaufer. 

## Carrière
Mäntyranta nam viermaal deel aan de Olympische Winterspelen en won bij zijn debuut de gouden medaille op de estafette. Mäntyranta behaalde zijn grootste successen in 1964 met het winnen van olympisch goud op zowel de 15 als de 30 kilometer en de zilveren medaille op de estafette. Op Mäntyranta zijn laatste twee spelen won Mäntyranta nog vier medailles. Naast Mäntyranta zijn drie olympische titels die ook als wereldtitels golden won Mäntyranta zowel in 1962 als in 1966 de wereldtitel op de 30 kilometer.
Mäntyranta werd zowel in 1964 als in 1966 verkozen tot Fins sportman van het jaar. In 1972 werd Mäntyranta de eerste Finse sporter die betrapt werd op het gebruik van doping. Eigenlijk had hij een gen mutatie die ervoor zorgde dat zijn receptoren voor epo veel beter en sneller werkte, dit betekent dat hij meer rode bloedcellen kon maken en dus tot wel 50% procent meer zuurstof had. Hierdoor kreeg Mäntyranta veel later dan de rest last van zijn vermoeidheid. 

## Belangrijkste resultaten

### Olympische Winterspelen
| Editie | Plaats       | Resultaten                            |
| ------ | ------------ | ------------------------------------- |
| 1960   | Squaw Valley | 6e 15 km · estafette                  |
| 1964   | Innsbruck    | 15 km · 30 km · 9e 50 km · estafette  |
| 1968   | Grenoble     | 15 km · 30 km · 15e 50 km · estafette |
| 1972   | Sapporo      | 9e 30 km · NF 50 km · estafette       |

### Wereldkampioenschappen langlaufen
| Jaar | Plaats       | Resultaten                            |
| ---- | ------------ | ------------------------------------- |
| 1960 | Squaw Valley | 6e 15 km · estafette                  |
| 1962 | Zakopane     | 5e 15 km · 30 km · estafette          |
| 1964 | Innsbruck    | 15 km · 30 km · 9e 50 km · estafette  |
| 1966 | Oslo         | 6e 15 km · 30 km · 50 km · estafette  |
| 1968 | Grenoble     | 15 km · 30 km · 15e 50 km · estafette |
| 1972 | Sapporo      | 9e 30 km · NF 50 km · estafette       |